# なんだ礼央化RADIO!
なんだ礼央化RADIO!（ - れおかれでぃお!、 - れおからじお!）は、JFNCの2005年08月16日～2006年03月28日に放送（配信）されたインターネットラジオ番組。パーソナリティはRAG FAIR、ズボンドズボンの土屋礼央。コンセプトは「世界を礼央化すること」である。ウィキペディアとはてなダイアリーを「オフィシャルだ」と公言した。2005年6月で終了したニッポン放送系土屋礼央のオールナイトニッポンのリスナーの多くもこの番組が始まると共にこちらのリスナーとなった。かつて土屋礼央のオールナイトニッポンで名を連ねたハガキ職人達もこちらへメールを送るなどして、過去の栄華を留めている。このオールナイトを意識してか、ポッドキャスティング放送では、「お耳のお供（オールナイトニッポンでは、お耳の恋人）」と発言する。

## 放送時間
2005年08月16日～2006年03月28日　- 火曜 22:00-
Side_L(LiveStreaming放送) - 約60分(終了時間は決まっていないが、目安の時間)60分以内に終わるのが目標だったがVol 1のストリーミング以外は終わらなかった。
Side_R(PodCasting放送)    - 約20分(Lと同様)
声ブログ（不定期特別配信）-　約1分
ただし、初回のSide_Lではアクセス集中のため、サーバーがダウンし、開始時間が遅れたこともあった。

## 放送形態
Side_Lは放送回数が偶数回（2005年は奇数回）のとき、LiveStreamingとして生放送。基本的には、ダウンロードは不可である。コンセプトとしては、「生の臨場感を味わって欲しい」としている。
Side_Rは放送回数が奇数回（2005年は偶数回）のとき、PodCastingとして放送。ダウンロード可能で放送時間が短いのが特徴。コンセプトは、iPod等に取り入れて持ち運び、移動中に聞いて欲しいとしている。
上のどちらの放送も、それぞれの次の放送までは、公式サイトで聴くことが出来る。
備考：2006年1月3日放送（Vol 21）でポッドキャスティング放送をしたため、2006年からは、奇・偶数がずれた。（略歴参考）
声ブログはiTunesなどでのPodCasting登録をした人のみが聴取できるおまけ短編放送。
基本的には、次回放送の本編Side_○の予告を行っている。放送番号は、前回放送の本編Side_○_□の放送番号（□）に.△をつけて、Side_○_□.△と表している。（○は、RまたはL。□、△は数字）
また楽屋で、録音していることも多く。土屋礼央が所属しているRAG_FAIR、ズボンドズボンのメンバーの声が聞けることもある。
予告だけでなく、過去の放送の一部から引用しているときもある。
Side_R_10.1（2005年10月23日分）から配信開始。

## 放送内容
Side_Lでは、生放送中に届いたメールを、土屋礼央自らパソコンで見て選び、読んでいる。
各放送の始めに、今日のテーマを発表し、それに関するメールを募集する。放送終了時にそのテーマに関する曲を作り、歌っている。
公式サイトのブログを放送中にリアルタイムに更新する。（「梅村さん」と呼ばれる人が更新しているらしい）
Side_Rでは、録音放送の特性を生かし、様々な企画を行う。
各放送に、「乗車男」・「礼央化検定」・「マヨネン（マヨナンロール）関係」の番組の主要企画を行うことが多い。（下記参照）
なぜか、自作自演のキャラクターが多く登場する。（本記では、キャラクター名をカタカナで表記する。）

## コーナー一覧

### 礼央化検定（全4回）
もっと礼央を知りたい。礼央化が進んでいるかを確認したい。生涯学習のテーマにしたい。
の人の為に作ったと言っているが、いわゆるリスナーの礼央化度を調べる企画。
問題出題(Side_R)
ある問題に対し4つの選択肢があり、その中から、自分がそうだと思うものを選ぶ。その後、正解発表する。その次放送(Side_L)に解説する。
問題解説(Side_L)
前の放送の問題についての解説を放送する。土屋礼央の持論を強く発表する。
しかし、リスナーからの苦情や意見などによって問題の解答が前回放送時の発表ではないものに変わったり、自分が知っていればいいなど曖昧な解説のときもある。
解説後選択肢についての得点を発表する。土屋礼央自らの選択が最高得点ではない時もある。

キャラクター：試験官及び出題者（）はキャラクターの設定である。
モシミハル（正解率はなぜか2割）Side_R_Vol 6 第1~5問
モシクバル（モシミハルのはとこ）Side_R_Vol 8 第6~10問
モシウカル（モシミハルの娘）　　Side_R_Vol 10 第11~15問　宇多田ヒカルが好きと連呼する。
サボリタイナー（ドイツ人）　　　Side_R_Vol 14 第16~20問

### スタンダードリサーチ（全2回）
礼央化検定では、土屋礼央の行動を評価していたが、逆にリスナーに世間のスタンダード、リスナーの好みなどを募集する。
Side_R_Vol 17　第1回「パソコンのデザイン」
Side_R_Vol 19　第2回「ひとりのクリスマス」

### 乗車男（全13回）
実際に山手線外回りに乗車し、実況を行う。
シリーズ化されておりすべて揃えると、一周になる。
キャラクター：ツリカワツカム（乗車男のナレーションを担当している。）
Side_R_Vol 2  「品川→五反田」
Side_R_Vol 4  「五反田→恵比寿」
Side_R_Vol 6  「恵比寿→原宿」
Side_R_Vol 8  「原宿→新宿」
Side_R_Vol 10 「新宿→高田馬場」
Side_R_Vol 12 「高田馬場→池袋」
Side_R_Vol 14 「池袋→巣鴨」
Side_R_Vol 16 「巣鴨→田端」
Side_R_Vol 18 「田端→日暮里」
Side_R_Vol 20 「日暮里→上野」
Side_R_Vol 23 「上野→東京」
Side_R_Vol 25 「東京→新橋」
Side_R_Vol 29 「新橋→品川」